# Ein Gespräch unter Frauen
Ein Gespräch unter Frauen ist eine Erzählung aus den Geschichten aus Tausendundeine Nacht. In der beißenden Satire unterhalten sich zwei Frauen über das Alter von Männern.

## Handlung
Zwei Frauen waren in ein Gespräch vertieft, wobei die eine die andere auszufragen begann, was sie über Männer dachte, die jeweils ein Jahrzehnt ihres Lebensalters erreicht hatten. Die andere erwiderte, dass ein zwanzigjähriger Mann angenehm duftend sei, ein Dreißigjähriger stark sei und sie sexuell gut befriedigen könne und sie einem Vierzigjährigen Söhne und Töchter geboren hätte. Ein Fünfzigjähriger hingegen tauge nur noch ab und an, während ein Sechzigjähriger sexuell schon erschlafft sei. Ein Siebzigjähriger seufze und huste nur noch und ein Achtzigjähriger lasse viel Luft fahren. Einen Neunzigjährigen schlachte man am besten gleich und ein Hundertjähriger gehöre ins Grab.

## Hintergrund
Die Geschichte ist nicht in der Arabian Nights Encyclopedia enthalten.

## Ausgaben
- Claudia Ott: Tausendundeine Nacht – Das glückliche Ende, dtv, München 2018 [2016], S. 121.